# Dana Ulery

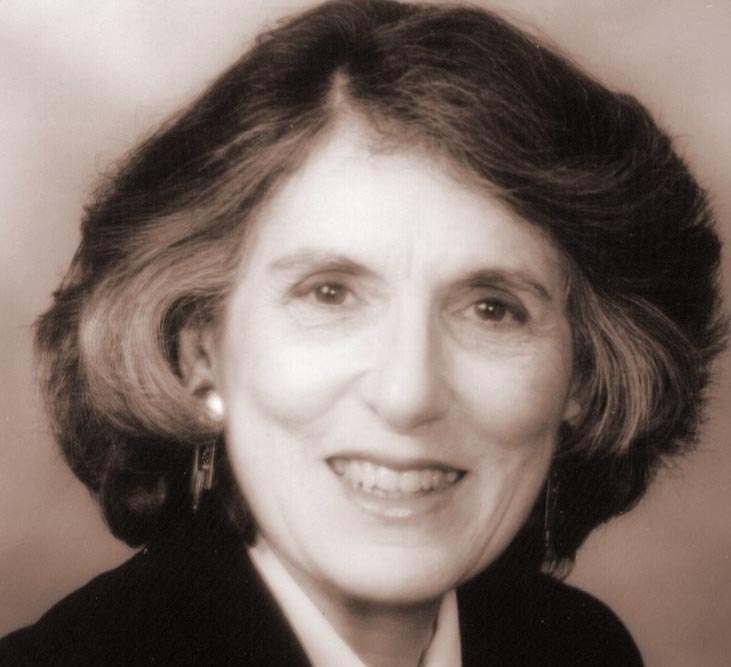
Dana L. Ulery, 2008

Dana Lynn Ulery (* 2. Januar 1938 in East St. Louis, Illinois) ist eine US-amerikanische Informatikerin und eine Pionierin in der Simulationswissenschaft.

## Werdegang
Ulery war die Tochter der Geschäftsfrau Meriam Mueller. Ihr Vater Harry Tanzer verstarb bereits, als sie 2 Jahre alt war. Sie begann 1961 als erste Ingenieurin beim NASA Jet Propulsion Laboratory in Pasadena, Kalifornien. Sie entwarf und entwickelte Algorithmen um das Potenzial des NASA Deep Space Networks und automatische Echtzeit-Tracking-Systeme für das Ranger- und das Mariner-Weltraummissionsprogramm zu modellieren, welches die North American Aviation benutzte: Recomp II, 40-Bit Computer. Im Laufe ihrer Karriere war sie als Forscherin und Managerin für angewandte Naturwissenschaften und Technologie in Industrie, Wissenschaft und Regierung tätig. Im Jahr 2007 zog sie sich von ihrer Position als leitende Wissenschaftlerin des Computational and Information Sciences Directorate am United States Army Research Laboratory (ARL) zurück.
Ulery gehörte zu der ersten Gruppe von weiblichen Führungskräften am US Army Research Laboratory. In diesen Positionen wurde sie auch zur Vorsitzenden des US Army Materiel Command im Wissenschaftsrat, und im Jahr 2002 erhielt sie den Army Knowledge Award für die Best Transformation Initiative. Sie ist in der American Men and Women of Science sowie in den Who’s Who of American Women, Who’s Who in the East, Who’s Who in the World, and Who’s Who in America aufgeführt. Sie wurde 2017 durch Marquis Who’s Who zum Lifetime Achiever ernannt.
Ulery erhielt 1959 ihren Bachelor of Arts am Grinnell College in zwei Hauptfächern: Englischer Literatur und Mathematik. Sie erwarb ihren M.Sc. und Ph.D. der Informatik an der University of Delaware in den Jahren 1972 und 1975. 1976 nahm sie Gastaufenthalte an der Universität Kairo in Ägypten und der American University in Cairo an. Nach ihrer Rückkehr in die USA trat sie in die Engineering Services Division bei DuPont ein, wo sie als Informatikerin und technische Leiterin arbeitete.
Anfang der 1980er Jahre leitete Ulery Initiativen zur Entwicklung und Implementierung von Unternehmensanwendungssystemen zur Bewertung und Kontrolle der Produktqualität bei DuPont. Für diese Leistungen wurde sie mit dem DuPont Engineering Award for leadership of Corporate Quality Computer Systems ausgezeichnet. Ulery spielte auch eine aktive Rolle bei der Festlegung von EDI-Standards, dem internationalen Standard für den Austausch elektronischer technischer Informationen, die von Unternehmen und der US-Regierung verwendet werden. Sie initiierte und leitete multidisziplinäre Programme am ARL, um die Forschung in der Multi-Source-Informationsintegration und dem Situationsbewusstsein voranzutreiben, die auf nicht-traditionelle Kampfumgebungen und die Heimatverteidigung angewendet werden.
In den neunziger Jahren war Ulery lange Zeit die panamerikanische Delegierte für United Nations Electronic Data Interchange for Administration, Commerce, and Trade (UN/EDIFACT). Sie war Vorsitzende der UN/EDIFACT Multimedia Objects Working Group und Vorsitzende der UN/EDIFACT Product Data Working Group, die die frühe internationale Entwicklung von Standards für den elektronischen Handel leitete.

## Schriften
- Lineal. A language-oriented system for solving problems in linear algebra. University of Delaware, Newark, Del. 1972, OCLC 3716008 (Dissertation).
- Computer science's reincarnation of finite differences. University of Delaware, Newark, Del. 1976, OCLC 1977813 (Dissertation).